# Behrouz Boochani
Behrouz Boochani (né le 23 juillet 1983) (kurde : بێهروز بووچانی, persan : بهروز بوچانی) est un journaliste, militant des droits de l'homme, écrivain et réalisateur iranien d'origine kurde.
Il a été incarcéré au controversé centre australien de détention de migrants sur l'île de Manus, en Papouasie-Nouvelle-Guinée, entre 2013 jusqu'à sa fermeture en 2017. Il resta sur l'île avant d'être transféré, avec ses codétenus, vers une prison de Port Moresby en septembre 2019. La même année, il obtient un visa d'un mois pour la Nouvelle-Zélande et le 14 novembre 2019, il atterrit à Christchurch. Son visa expiré en décembre 2019, il reste toutefois sur le sol néo-zélandais jusqu'à son obtention du statut de réfugié politique en juillet 2020.
Durant son incarcération à Manus, il co-réalise en 2017 avec Arash Kamali Sarvestani un film intitulé Chauka, Please Tell Us the Time sur la base de captures vidéos qu'il a pu réaliser avec son smartphone à l'abri des regards durant six mois. Deux ans plus tard, son livre, No Friend But the Mountains: Writing from Manus Prison, qui relate également cette incarcération à Manus, a été récompensé par le Victorian Prize for Literature et le Victorian Premier's Prize for Nonfiction. Le livre a été rédigé sur la base de messages envoyés depuis son téléphone portable tout au long de sa détention.
Ses témoignages mettent en lumière la solution du Pacifique, politique d'immigration du gouvernement australien qui consistait entre 2001 et 2007 à reléguer les clandestins tentant de gagner les côtes australiennes vers des camps de migrants situés en dehors de son territoire, à Manus et sur l'île de Nauru, en échange de subsides. 

## Biographie

### En Iran
Behrouz Boochani est né à Ilam, à l'ouest de l'Iran, en 1983. Il se décrit lui-même comme un « enfant de la guerre », en référence à la guerre Iran-Irak, opposant d'une part ce qu'il nomme les Irakiens baasistes et d'autre part les « Iraniens zélés », qui se sont battus dans une large portion de son Kurdistan iranien natal. Il étudie à l'Université Tarbiat Modares, puis à l'Université Tarbiat Moallem (aujourd'hui renommée Université Kharazmi), toutes deux situées à Téhéran, et obtient une maîtrise en science politique, géographie politique et géopolitique.
Il commence sa carrière journalistique en écrivant pour le journal étudiant de l'Université Tarbiat Modares, avant de travailler comme indépendant pour plusieurs journaux iraniens tels que Kasbokar Weekly, Qanoon et travaille pour le quotidien Etemad auprès du service des sports. Il écrit alors plusieurs articles sur la politique au Moyen-Orient, sur le droit des minorités et la survie de la culture kurde Il cofonde et publie le magazine kurde Werya (aussi appelé Varia), qu'il estime comme sa plus importante œuvre, et qui attire l'attention des autorités iraniennes en raison de son contenu politique et social. Membre du Parti démocratique du Kurdistan, interdit dans le pays, et de l'Union nationale des étudiants kurdes, il est étroitement surveillé par le pouvoir.
En février 2013, les bureaux de Weyra sont perquisitionnés par le corps des Gardiens de la révolution islamique, qui dépend directement du Guide de la Révolution et qui a pour mission d'étouffer tout soulèvement de « mouvements déviants » Non présent dans les bureaux du journal à ce moment-là, Boochani échappe à l'arrestation, au contraire de onze de ses collègues, qui sont par la suite emprisonnés Après avoir couvert ces arrestations et diffusé l'information au monde entier, Boochani se cache pendant trois mois et fuit l'Iran le 23 mai 2013 vers l'Indonésie.

### Incarcération
En juillet 2013, depuis l'Indonésie, il tente de rejoindre pour la deuxième fois l'Australie dans un bateau avec à son bord soixante demandeurs d'asile mais l'embarcation est interceptée par la Royal Australian Navy. Boochari et les autres migrants sont alors détenus sur l'île Christmas et le mois suivant dans le centre de détention de l'île de Manus en août 2013, comme le prévoit la politique de l'Operation Sovereign Borders, qui vise à empêcher l'immigration par la mer vers l'Australie et reléguer vers des centres de transit extérieurs au territoire national les demandeurs d'asile.
Boochani commence alors à entretenir des contacts avec l'extérieur, et notamment des journalistes et des militants des droits de l'homme. Il recueille des informations depuis le camp où il est incarcéré et leur envoie secrètement grâce à un téléphone portable vers plusieurs médias et organisations tels que The Guardian, The Sydney Morning Herald, Refugee Action Collective, ainsi que les Nations unies. En septembre 2015, le PEN club, association d'écrivains internationale, et une coalition d'associations militants pour les droits de l'homme lancent une campagne mondiale, pour le compte de Boochani, pour faire pression sur le gouvernement australien afin qu'il se mette en conformité avec ses obligations de non-refoulement des demandeurs d'asile, telles que définies par l'article 33 de la Convention relative au statut des réfugiés. Plusieurs de ces campagnes ciblent notamment Peter Dutton, le ministre de l'Immigration et de la Protection des frontières.
Au sein de son quartier pénitentiaire, il joue le rôle de porte-parole et rencontre à ce titre aussi bien les services de l'immigration de la Papouasie-Nouvelle-Guinée que des représentants d'Amnesty International et du Haut Commissariat des Nations unies pour les réfugiés. Durant sa détention, il est placé trois jours durant en cellule d'isolement, localement appelée Chauka ; et après une grève générale de la faim en 2015, il passe huit jours dans la prison de Lorengau, avant d'être libéré sans charge retenu contre lui, mais sommé de cesser ses activités journalistiques.
En 2016, au cours d'une interview accordée à la radio, sur l'antenne de l'Autonomous Action Radio, en avant-première de son film Chauka, Please Tell Us the Time, il déclare que son intention est de montrer aux Australiens ce que le gouvernement fait endurer aux détenus, et notamment la torture mentale qui s'exerce contre eux. L'année suivante, le film sort, co-réalisé avec Arash Kamali Sarvestani. En mars 2017, il reçoit le soutien du député des Verts australiens, Adam Bandt, qui fait écho de son cas au sein de la Chambre des représentants.
Le 31 octobre 2017, le centre de Manus ferme officiellement et les détenus sont transférés de force vers un autre établissement. Craignant pour leur sécurité, près de 600 détenus refusent de quitter la prison et l'assiègent. En réponse, les autorités cessent l'approvisionnement en électricité, eau et nourriture. Ce siège de vingt-trois jours est retranscrit par conversations écrites et orales via WhatsApp, entre Boochani et Omid Tofighian, qui seront traduites et publiées par ce dernier dans le livre autobiographique No Friend But the Mountains: Writing from Manus Prison.

### Libération
Grâce à un passeport délivré par le Haut-Commissariat des Nations unies pour les réfugiés, sur un visa de touriste sponsorisé par Amnesty International, il arrive en Nouvelle-Zélande dans la nuit du 14 au 15 novembre 2019, à Christchurch.
Malgré son visa expiré, il reste sur le sol néo-zélandais et obtient, le 24 juillet 2020, l'asile politique. Il est dès lors reconnu comme réfugié aux termes de la Convention de 1951 sur le statut des réfugiés et du protocole de 1967, selon un communiqué du ministère néo-zélandais de l'Immigration.